# 115891 Scottmichael
115891 Scottmichael è un asteroide della fascia principale. Scoperto nel 2003, presenta un'orbita caratterizzata da un semiasse maggiore pari a 2,5614642 UA e da un'eccentricità di 0,1033786, inclinata di 4,61680° rispetto all'eclittica.